# Maigret in Künstlerkreisen
Maigret in Künstlerkreisen (französisch: Le voleur de Maigret) ist ein Kriminalroman des belgischen Schriftstellers Georges Simenon. Er ist der 66. Roman einer Reihe von insgesamt 75 Romanen und 28 Erzählungen um den Kriminalkommissar Maigret. Der Roman entstand vom 5. bis 11. November 1966 in Epalinges und wurde in 15 Folgen vom 28. Januar bis 6. Mai 1967 in der französischen Wochenzeitschrift Télé 7 Jours vorabgedruckt. Die Buchausgabe folgte im April 1967 beim Pariser Verlag Presses de la Cité. Die erste deutsche Übersetzung Maigret und der Dieb von Hansjürgen Wille und Barbara Klau erschien 1969 im Sammelband mit Maigret und der Fall Nahour sowie Maigret in Kur bei Kiepenheuer & Witsch. 1990 veröffentlichte der Diogenes Verlag eine Neuübersetzung von Ursula Vogel unter dem Titel Maigret in Künstlerkreisen.
Auf der Fahrt mit einem Pariser Autobus wird Kommissar Maigrets Brieftasche gestohlen. Doch bereits am nächsten Tag erhält er sie wohlbehalten zurück, während der Dieb anruft, um ein ganz anderes Geständnis abzulegen: In seiner Wohnung mit seiner eigenen Pistole wurde seine Frau ermordet. Bei dem Mann handelt es sich um einen jungen Filmschaffenden, und die Suche nach dem Mörder führt den Kommissar in Künstlerkreise.

## Inhalt

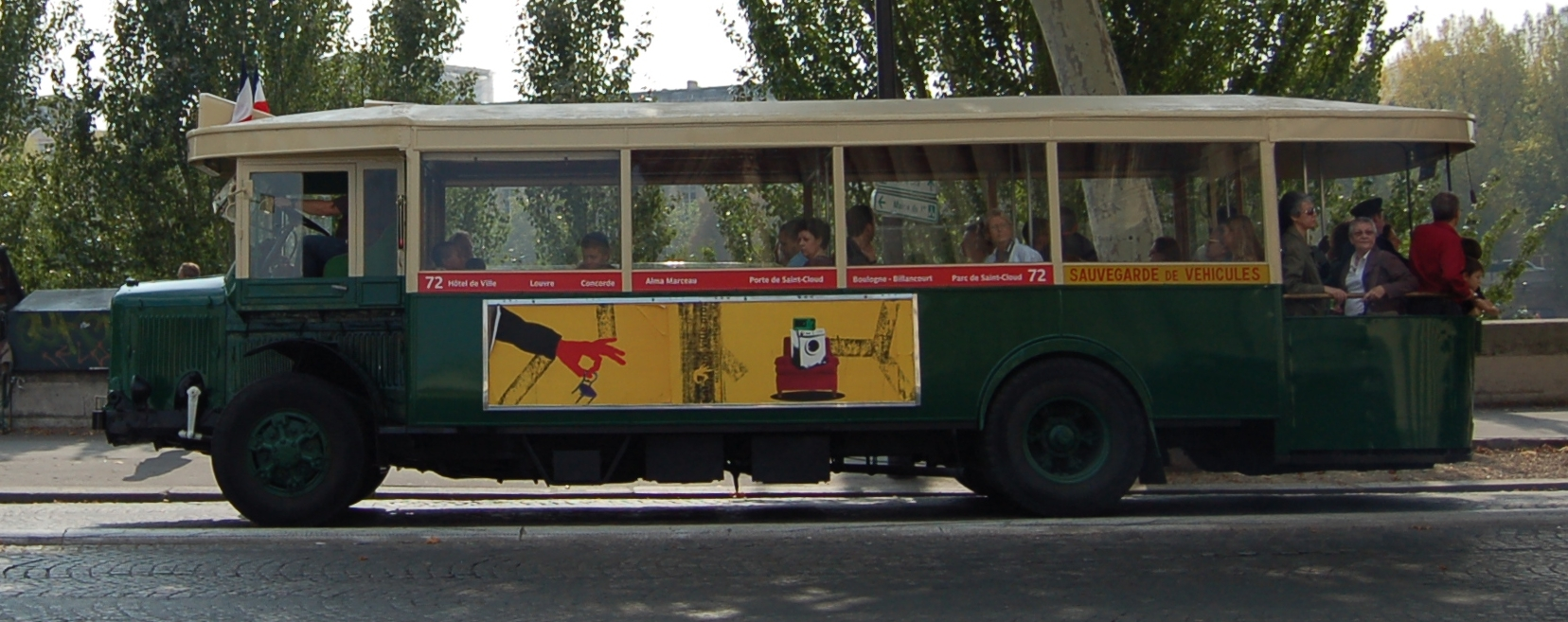
Alter Bus der RATP mit charakteristischer Plattform am Heck

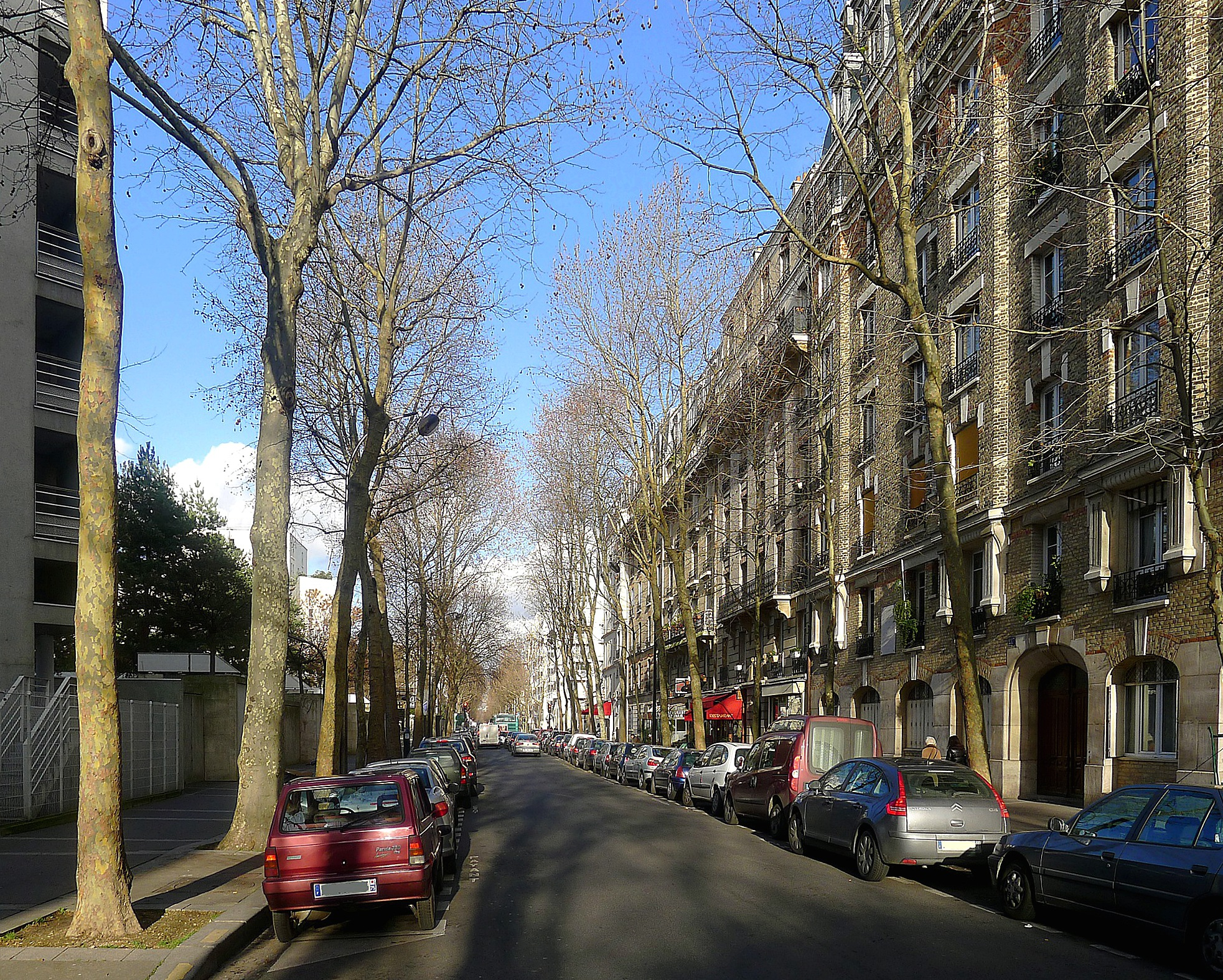
Rue Saint-Charles im 15. Arrondissement

Es ist der 15. März, und in Paris ist bereits der Frühling ausgebrochen. Kommissar Maigret genießt die Fahrt auf der offenen Plattform des Autobusses, wo er Pfeife rauchen kann. Doch im Gedränge der Fahrgäste entwendet ihm ein junger Mann die Brieftasche, springt vom Bus und entwischt im Pariser Verkehr. Es handelt sich um keinen der Taschendiebe, die Maigret persönlich bekannt wären. Tatsächlich liefert die Post seine Brieftasche bereits am nächsten Tag wieder am Quai des Orfèvres ab, ohne dass etwas entwendet wurde. Als sich der Dieb telefonisch meldet, eröffnet er dem Kommissar ein ganz anderes Verbrechen. 
François „Francis“ Ricain, Mitte 20, ist ein hoffnungsvolles Talent im Filmgeschäft, das auf seinen Durchbruch als Drehbuchautor wartet. Bis dahin muss er als freiberuflicher Filmkritiker ein karges Dasein fristen und lebt mehr schlecht als recht von geliehenem Geld und kleinen Zuwendungen seiner Freunde, einer Künstlerclique rund um den Filmproduzenten Walter Carus. Um die ausstehende Miete zu beschaffen, verließ er vor zwei Tagen seine Wohnung in der Rue Saint-Charles. Als er in der Nacht erfolglos zurückkehrte, lag seine Frau Sophie, eine angehende Schauspielerin, mit seiner eigenen Pistole erschossen am Boden. In Panik flüchtete Ricain aus der Wohnung, warf die Waffe von der Pont de Bir-Hakeim in die Seine und versuchte Geld zu stehlen, um sich aus Paris abzusetzen. Als er dabei ausgerechnet an die Brieftasche Maigrets geriet, fasste er Zutrauen zu dem berühmten Kommissar mit seinem sprichwörtlich grenzenlosen Verständnis. Nun erhofft er sich von Maigret seine Entlastung und die Aufklärung des Mordes.
Maigret nimmt die Künstlerclique unter die Lupe, die sich allabendlich im Lokal Vieux-Pressoir trifft, das vom ehemaligen Stuntman Bob Mandille geführt wird. Unumstrittener Herrscher der Runde ist der joviale Produzent Carus, der ein Verhältnis mit dem Mordopfer hatte, doch am Tatabend außer Landes weilte. Seine Muse, die ebenso geheimnisvolle wie berechnende Nora, ist sowohl auf ihre Rivalin Sophie als auch deren Ehemann schlecht zu sprechen und gibt ein nachprüfbar falsches Alibi an. Um die beiden scharen sich eine Reihe unbekannter Künstler, die von der Gnade des Filmproduzenten und seinen gelegentlichen Aufträgen leben. Dem Regieassistenten Gérard Dramin mangelt es an Ricains Genialität, wenngleich er dem sprunghaften Konkurrenten seine Verlässlichkeit voraus hat. Dem wortkargen Bildhauer Maki stand Sophie Modell und schlief mit ihm wie angeblich mit jedem anderen männlichen Mitglied der Runde. Der in dritter Ehe verheiratete Fotograf Jacques Hugue schwängert jede Frau, mit der er sich einlässt, wozu ein unprofessioneller Schwangerschaftsabbruch der Toten passen könnte. 
Es ist schließlich die Aussage des Fotografen, der im gleichen Wohnblock lebt wie Ricain, die Licht ins Dunkel des Mordabends bringt. Auch er hatte ein Verhältnis mit Sophie, und als er am Abend ihren Mann die Wohnung verlassen sah, wollte er seine Geliebte besuchen, die jedoch nicht öffnen konnte, weil sie zu diesem Zeitpunkt bereits tot war. François Ricain hatte seine Frau nach einem Streit umgebracht, der ihm die klaffende Lücke zwischen seinen hehren Ansprüchen und seiner jämmerlichen Lebenswirklichkeit als Büttel des Produzenten Carus vor Augen geführt hatte. Um sich vom Tatverdacht zu befreien, ließ ihn seine außerordentliche Intelligenz einen komplizierten Plan entwickeln. Der Diebstahl von Maigrets Brieftasche sollte den Kommissar in den Fall hineinziehen, damit ihm der Witwer seine verzweifelte Unschuld vorspielen konnte. Bei Maigret geriet er jedoch an den Falschen, der das Spiel Ricains durchschaute, wie er auch ahnt, dass der in die Ecke getriebene Künstler einen Selbstmord inszenieren wird, den er in letzter Minute vereiteln kann. So muss das Filmtalent, das sich immer für außergewöhnlich hielt, vor Gericht seine letzte Heldenrolle spielen.

## Interpretation
In Maigret in Künstlerkreisen bewies Georges Simenon laut Stanley G. Eskin seine zynische Sicht auf die Filmindustrie. Von Jugend an dem Medium Film sehr zugetan, machte Simenon in den Jahren 1932 und 1933 schlechte Erfahrungen mit den Verfilmungen von Maigrets Nacht an der Kreuzung, Maigret und der gelbe Hund sowie Maigret kämpft um den Kopf eines Mannes, wonach er seine Romane einige Jahre lang gegen jede Filmumsetzung sperrte. Zwar trat er davon bereits während des Zweiten Weltkriegs wieder zurück, doch betrachtete er die zahlreichen späteren Leinwanderfolge seiner Bücher nur noch rein geschäftlich. Die Desillusionierung des Autors in Bezug auf das einst geliebte Medium Film spiegelt sich auch in seinem Werk. Obwohl Kommissar Maigret sich immer wieder als Freund des Kinos zeigt, sind etwa die Filmproduzenten in Maigret und sein Toter oder Die Zeit mit Anaïs äußerst zwielichtige Gestalten.
Dabei zeichnet Simenon für Tilman Spreckelsen auch ein desillusionierendes Bild der gerne verklärten Bohème, in dem wenig von „Leben von Luft und Liebe“, von Romantik und Solidarität unter den Besitzlosen zu spüren ist. Im Gegenteil herrscht zwischen den Mitgliedern der Künstlerclique Neid und Eifersucht, und jeder, der sich eine Blöße gibt, wird von den anderen angefallen. Obwohl sie glauben, die bürgerliche Moral überwunden zu haben, dreht sich für die jungen Künstler doch nur alles um Geld und Anerkennung, für die sie dem Produzenten selbst ihre Frauen zuzuführen bereit sind. Auch der Mörder, der so gerne besonders wäre, begeht seine Tat letztlich aus ganz simpler gekränkter Eitelkeit. Laut Detlef Richter zieht sich das „Blenden und Vortäuschen in den Künstlerkreisen“ durch den ganzen Roman, dessen Wendungen so nicht nur für Maigret, sondern auch für den Leser überraschend bleiben.
Von Beginn an liegt im Roman eine Mischung von Frühlingsduft und mildem Sonnenwetter in der Luft. Die positive Stimmung überträgt sich auf Kommissar Maigret, der kulinarischen Spezialitäten wie einer Aalsuppe aus La Rochelle frönt. Selbst den Verlust seiner Brieftasche nimmt der Kommissar gelassen hin, was sich erst ändert, als der Diebstahl zum Mordfall wird. Für die anschließende Ermittlung Maigrets findet Simenon ein treffendes Bild: „Während der ersten Phase, in der er sich unvermittelt in ein wildfremdes Milieu versetzt fand, völlig unbekannten Menschen gegenüberzutreten hatte, nahm er alles Leben in der neuen Umgebung in sich auf, bis er damit vollgesogen war wie ein Schwamm.“ Obwohl er doch nur „ein Rädchen in der komplizierten Maschine der Justiz“ ist, beweist Maigret sein besonderes Verantwortungsgefühl gegenüber den handelnden Figuren, als er sinniert: „Ihm war, als hinge das Schicksal eines Menschen einzig von ihm ab“. Ausgerechnet dieses besondere Mitgefühl des Kommissars, sein Verständnis für Opfer und Täter gleichermaßen, versucht der Mörder zu seinen eigenen Gunsten auszunutzen, verstrickt sich allerdings in Widersprüche. Für Murielle Wenger bleibt Rincain so am Ende doch nur ein Täter, „der glaubte, er sei intelligent“.

## Rezeption
The New York Times Book Review bezeichnete Maigret in Künstlerkreisen als „guten, leise unterhaltsamen Simenon“. Nachdem der Kommissar die Demütigung hinnehmen müsse, dass seine Brieftasche von einem Amateur gestohlen wird, schlendere er inmitten der Beteiligten wie ein liebenswürdiger, aber zielbewusster Beauftragter der Vergeltung, wobei er endlose und scheinbar unwichtige Fragen stelle, um hinter die undurchdringlichen Fassaden zu spähen. „Maigret gehört zum zeitgenössischen Paris wie Sherlock Holmes zum Gaslaternen-London“. The Kirkus Service urteilte: „Maigret ist, nach Champagner, noch immer der beste französische Export.“ Der Kommissar sei von den amoralischen Mitgliedern einer Kolonie so-genannter Filmemacher regelrecht hypnotisiert. „Aber keiner der cleveren Leute ist ein ebenbürtiger Gegner für Maigret.“ The New Yorker sah den berühmten Kommissar „beinahe überlistet von einer neuen Generation“. Für die Saturday Review wird im Roman schlicht zu viel geredet.
Die Romanvorlage wurde dreimal im Rahmen von Fernsehserien um den Kommissar Maigret verfilmt. Die Titelrollen spielten Gino Cervi (Italien, 1972), Kinya Aikawa (Japan, 1978) und Jean Richard in Les Enquêtes du commissaire Maigret (Frankreich, 1982).

## Ausgaben
- Georges Simenon: Le voleur de Maigret. Presses de la Cité, Paris 1967 (Erstausgabe).
- Georges Simenon: Maigret und der Dieb. Maigret und der Fall Nahour. Maigret in Kur. Übersetzung: Hansjürgen Wille, Barbara Klau. Kiepenheuer & Witsch, Köln 1969.
- Georges Simenon: Maigret und der Dieb. Übersetzung: Hansjürgen Wille, Barbara Klau. Heyne, München 1970.
- Georges Simenon: Maigret in Künstlerkreisen. Übersetzung: Ursula Vogel. Diogenes, Zürich 1990, ISBN 3-257-21871-0.
- Georges Simenon: Maigret in Künstlerkreisen. Sämtliche Maigret-Romane in 75 Bänden, Band 66. Übersetzung: Ursula Vogel. Diogenes, Zürich 2009, ISBN 978-3-257-23866-2.